# Chariea longispina
Chariea longispina là một loài bọ cánh cứng trong họ Cerambycidae.